# 关庄村关羽墓
关庄村关羽墓位于河南省洛阳市洛龙区佃庄镇关庄村，20世纪90年代后经过考证，有部分学者认为此墓为曹操当初埋葬关羽头颅之处。

## 历史
建安二十四年（219年）孙权杀害关羽后，将关羽首级送给曹操，曹操将关羽首级以诸侯礼安葬于洛阳。过去一直认为，洛阳关林乃是曹操安葬关羽头颅之处。但20世纪以来，发现河南省洛阳市偃师县佃庄乡关庄村有一个土冢，据说里面葬的是关羽首级。根据朱正明《关公圣迹》记载，明朝嘉靖年间，墓前曾立有一通石碑，上书“汉寿亭侯武安王协天护国大将军关侯之墓”。1979年，古墓塌陷，于是考古队进行发掘，结果从墓中发掘出大量汉代文物，在墓室里只发现了一个人的头骨，没有身躯。但目前头颅下落不明，如此大的考古发现应有专门的记载，事件不了了之让人存疑。

## 考证
田福生后来对这一情况进行了考证，陈长安在其书《关林》中认为关林是随着人们对关羽崇拜的增加，在明朝万历时自发建立起来的祀祠场所。由此，田福生得出关庄村关羽墓为埋葬关羽头颅之处，而关林是祀祠场所。